# Bruinvis van Burmeister
De bruinvis van Burmeister (Phocoena spinipinnis) is een Zuid-Amerikaanse soort tandwalvis uit de familie der bruinvissen.

## Naam
De soortaanduiding spinipinnis is samengesteld uit de Latijnse woorden spina, "stekel", en pina, "vin". Het verwijst naar de knobbels op de voorzijde van de rugvin.

## Voorkomen
De bruinvis leeft aan de kusten van Zuid-Amerika tot zo'n 50 kilometer in zee. Hij komt er voor van Noord-Peru via Vuurland tot het zuiden van Brazilië, maar mogelijk niet in heel dat gebied. Hij vertoeft vooral bij de kustlijn, maar wordt ook gezien in riviermondingen. De bruinvissoort migreert in de richtingen zuid-noord en kust-oceaan afhankelijk van het seizoen.
De soort duikt kort: 1 tot 3 minuten en tot dieptes van 60 meter. Hij komt meestal voor in kleine groepjes van minder dan 8 exemplaren, maar vormt soms groepen van zo'n 70 exemplaren. Hij laat zich moeilijk opmerken.
Het is onbekend hoeveel exemplaren er ongeveer zijn van de soort. Hij komt waarschijnlijk algemener voor in de Grote Oceaan dan in de Atlantische Oceaan. Dit is mogelijk toe te schrijven aan het voorkomen van concurrerende soorten zoals sotalia's en de La Platadolfijn in de Atlantische Oceaan; aan de kusten van de Grote Oceaan is de bruinvis van Burmeister zelf de meest voorkomende walvissoort.

## Kenmerken
Mannetjes van de bruinvis van Burmeister worden circa 1,8 meter lang, vrouwtjes 1,9 meter. Gemiddeld zijn vrouwtjes 5 centimeter groter. Een volgroeide bruinvis is hooguit 2 meter lang en weegt tot 105 kilogram. De exemplaren uit de Atlantische Oceaan zijn gemiddeld wat groter dan die uit de Grote. Het gaat mogelijk om verschillende populaties. De kleur van de kalveren lijkt op die van de volwassen exemplaren, maar kalveren zijn slanker gebouwd. Een pasgeboren kalf is gemiddeld 86 centimeter lang.
De bruinvissen zijn zwart of donkergrijs met een lichtgrijze buik die twee strepen heeft. Ze hebben een donkere streep die van de kin naar de flippers loopt. Rond de ogen zit een donkere vlek met een lichtgrijze rand. Hun lippen zijn eveneens donker gekleurd. De mondlijn is licht gekruld. Het voorhoofd is bol, wat bij vrouwtjes meer uitgesproken is dan bij mannetjes. Net als andere bruinvissen hebben ze geen snuit.
Een bruinvis van Burmeister kan minstens 12 jaar oud worden.

### Vinnen
Ze hebben een driehoekige rugvin die sterk naar achteren wijst en relatief ver op de rug staat. De voorrand is lang en heeft knobbels, die scherper worden met de leeftijd. De achterrand is bol. Leeftijd en geslacht beïnvloeden de vorm van de rugvin. De borstvinnen of flippers zijn breed en stomp. De staartvin heeft een duidelijke inkeping achteraan in het midden en duidelijke eindpunten. De onderkant van de staart is soms wat lichter dan de bovenkant.

## Voeding
De bruinvis van Burmeister voedt zich met vis, inktvis en schaaldieren, waaronder krill.

## Voortplanting
De draagtijd van de bruinvis bedraagt mogelijk 11 tot 12 maanden. Het bevruchten en kalven bereiken hun piek in februari en maart. De vrouwtjes kunnen elk jaar baren.
Mannetjes worden geslachtsrijp als ze circa 1,55 m lang zijn, vrouwtjes bij circa 1,60 m.

## Bedreigingen
In Peru is de bruinvis van Burmeister soms het slachtoffer van bijvangst. Hij wordt er ook bejaagd voor menselijke consumptie. In Peru worden naar schatting jaarlijks meer dan 450 exemplaren gedood, voor het IUCN een reden tot bezorgheid. In Zuid-Chili wordt de soort bejaagd om gebruikt te worden als aas om krabben mee te vangen.